# Bernhard Kaplíř ze Sulevic
Bernhard Kaplíř ze Sulevic (zm. 1240) – czeski duchowny katolicki, biskup praski od 1236 r.

## Życiorys
Pochodził z czeskiej rodziny szlacheckiej. Jego data i miejsce urodzi nie są znane. W 1226 r. został wybrany scholastykiem i kanclerzem praskiej kapituły katedralnej. Po śmierci biskupa Jana II z Dražic został wybrany przez kapitułę na jego następcę.
Święcenia biskupie odbyły się 10 maja 1237 r. w Erfurcie. Głównym konsekratorem był arcybiskup metropolita moguncki Zygfryd III z Eppsteinu, a współkonsekratorami: Ekkehard Rabil, biskup merseburski, Wilhelm, biskup havelberski oraz Peregrin, biskup senior praski.
Nie wiemy nic na temat jego działalności w diecezji. Zmarł w 1240 r. i został pochowany w katedrze św. Wita w Pradze. 